# Berezove, Ciutove
Berezove (în ucraineană Березове) este un sat în comuna Fîlenkove din raionul Ciutove, regiunea Poltava, Ucraina.

## Demografie
Componența lingvistică a localității Berezove
     Ucraineană (92%)
     Rusă (6%)
Conform recensământului din 2001, majoritatea populației localității Berezove era vorbitoare de ucraineană (92%), existând în minoritate și vorbitori de rusă (6%).